# توهيتيا باكي
توهيتيا بوتاتاو تي ويروويرو (21 أبريل 1955 - 30 أغسطس 2024)، توج باسم كينغي توهيتيا، هو ملك شعب الماوري الأصلي في نيوزيلندا، حكم كملك الماوري من عام 2006 حتى وفاته في عام 2024. كان الابن الأكبر للملكة الماوري السابقة، تي أريكينوي دام تي أتايرانجيكاهو، وأعلن خليفتها وتوج في 21 أغسطس 2006، وهو اليوم الذي أقيمت فيه طقوس جنازتها.
تُوِّج توهيتيا في 21 أغسطس 2006 ملكاً، ولا يتمتع الملك الماوري بأي سلطة قانونية ولا يشتمل القانون النيوزيلندي على هذا المنصب، وعلى الرغم من ذلك، فإنه يلعب دوراً مهماً في الحياة العامة للبلاد. يذكر أن الحركة الملكية الماورية ظهرت في خمسينات القرن التاسع عشر لتوحيد الماوريين الأصليين في نيوزيلندا تحت قيادة ملك واحد.